# Средњошколски центар „Сребреница”
Средњошколски центар „Сребреница” је јавна средњошколска установа у општини Сребреница. Налази се у улици Миливоја Мичића бб, у Сребреници.

## Историјат
Средњошколски центар „Сребреница” је настао из Гимназије која је основана школске 1960—61. године. Протеклих година, уз гимназију је постојао и низ других школа, у оквиру којих су се образовали кадрови привреде као што су економска, електротехничка, хемијска, рударска школа, медицинска, пољопривредна и друге. Након рата је садржала образовне профиле Гимназија са општим смером, Здравство са смеровима медицински и физиотерапеутски техничар, Хемија, неметали и графичарство са смеровима хемијски техничар и техничар у индустрији неметала. Школа данас броји око 50 запослених и 350 ученика свих националности са подручја општине Сребреница и суседних општина Братунац, Милићи, Власеница, Љубовија, Бајина Башта и друге.
Године 2020. су ученици и радници центра добили захвалницу и књигу „Хумано срце Српске” од Одбора Републике Српске за подршку хуманитарној акцији „Обрадујмо ваше вршњаке на Косову и Метохији”, ученицима хемијске секције је уручена плакета са бронзаним грбом општине Сребреница поводом обележавања Дана општине и златна плакета за пројекат „М–учење” од Савеза иноватора Републике Српске и Удружења града Бање Луке поводом 22. Међународне изложбе идеја, иновација и стваралаштва младих „Иност младих 2020”. Године 2021. су реализовали пројекат „Табла” Министарства просвете и културе Републике Српске у сарадњи са организацијом „Спасимо децу”, где су као једна од педесет средњих школа у Републици Српској добили СТЕМ лабораторију у вредности од 20.000 конвертибилних марака.